# Лисенчук Геннадій Анатолійович
Геннадій Анатолійович Лисенчук (або Лісенчук; * 18 грудня 1947, Жердєвка, Тамбовська область) — радянський футболіст, воротар, український футбольний і футзальний тренер. Грав, зокрема за «Зорю» (Ворошиловград), «Таврію» (Сімферополь) і «Крила Рад» (Куйбишев). Майстер спорту СРСР (1979). Завідувач кафедри футболу НУФВСУ, доктор наук з фізичного виховання і спорту, член-кореспондент Української академії наук. Заслужений тренер України, Заслужений працівник фізичної культури і спорту України, Відмінник освіти України.
Колишній головний тренер національної та молодіжної збірних команд України з футзалу. Голова Асоціації міні-футболу (футзалу) України. Батько футбольного судді Сергія Лисенчука.

## Життєпис

### Освіта
Закінчив 8-річну школу та технікум цукрової промисловості.
Закінчив загальнотехнічний факультет Луганського машинобудівного інституту (1973) за фахом «інженер-механік», Сімферопольський державний університет (1979), факультет фізичного виховання за спеціальністю «тренер-викладач з футболу», Вищу школу тренерів у Москві (1982–1984), аспірантуру Центрального інституту фізичної культури у Москві (1989).

### Ігрова кар'єра
Починав грати в рідному містечку Жердєвка за команду школи, згодом — за команду місцевого цукрового заводу. У 20-річному віці в Полтаві, де Лисенчук гостював у сестри, його помітив тренер місцевого «Колоса» Володимир Аксьонов.
Виступав голкіпером у командах «Сільбуд» (Полтава), «Дніпро» (Кременчук), «Шахтар» (Кадїївка), «Зоря» (Ворошиловград), «Таврія» (Сімферополь). У «Крилах Рад» (Куйбишев) був капітаном і одним із лідерів куйбишевської команди, воротареві пропонували перейти до московського «Спартака». Наприкінці кар'єри виступав за «Металург» (Запоріжжя) і «Колос» (Нікополь).
Бронзовий призер VII Спартакіади Народів СРСР 1979 року у складі збірної РСФСР, за що отримав звання «майстер спорту СРСР з футболу».

### Тренерська та наукова діяльність
Тренував футбольні команди «Колос» (Нікополь), «Суднобудівник» (Миколаїв), «Ворскла» (Полтава), «Кривбас» (Кривий Ріг).
У 1991–1992 роках працював провідним спеціалістом відділу спортивних ігор Міністерства України у справах молоді та спорту. З 1993 року — голова Асоціації міні-футболу (футзалу) України. З 1996 року — член технічного комітету міжнародної студентської спортивної федерації (FISU).
З 1992 року — завідувач кафедрою футболу Національного університету фізичного виховання та спорту. Член Наукової ради НУФВСУ, професор, доктор педагогічних наук, Заслужений тренер України, Заслужений працівник фізичної культури та спорту України.
Серед найбільших досягнень футзальних збірних України під керівництвом Геннадія Лисенчука:
- 3 місце на молодіжному чемпіонаті світу (1996)
- 3 місце на чемпіонаті світу (1996)
- 1 місце на молодіжному чемпіонаті світу (1998)
- 2 місце на чемпіонаті Європи (2001)
- 2 місце на чемпіонаті Європи (2003)
- 1 місце на молодіжному чемпіонаті світу (2004)
- 4 місце на чемпіонаті Європи (2005)
- 3 місце на молодіжному чемпіонаті світу (2006)

29 листопада 2012 року Геннадій Лисенчук подав у відставку з поста президента АМФУ та головного тренера збірної України з футзалу.

## Нагороди
- Орден «За заслуги» ІІ ступеня[3]
- орден «Знак Пошани»
- почесний знак Федерації футболу України «За особистий внесок у розвиток українського футболу»
- орден Президента УАФ «Легенда українського футболу» (20 грудня 2022)[4]